# Jacques Édouard Quecq
Jacques Édouard Quecq, né le 24 juillet 1796 à Cambrai et mort le 8 octobre 1873  à Sainte-Geneviève-lès-Gasny, est un peintre français.

## Biographie
Jacques Édouard Quecq est le fils d'Édouard Ernest Joseph, négociant, et de Marie Aimée Pluchart.
Il est l'élève de Charles de Steuben.
Il est mort dans son château de Sainte-Geneviève-lès-Gasny à l'âge de 77 ans.

## Source de la traduction
- (en) Cet article est partiellement ou en totalité issu de l’article de Wikipédia en anglais intitulé « Jacques Édouard Quecq » (voir la liste des auteurs).